# 地下足袋

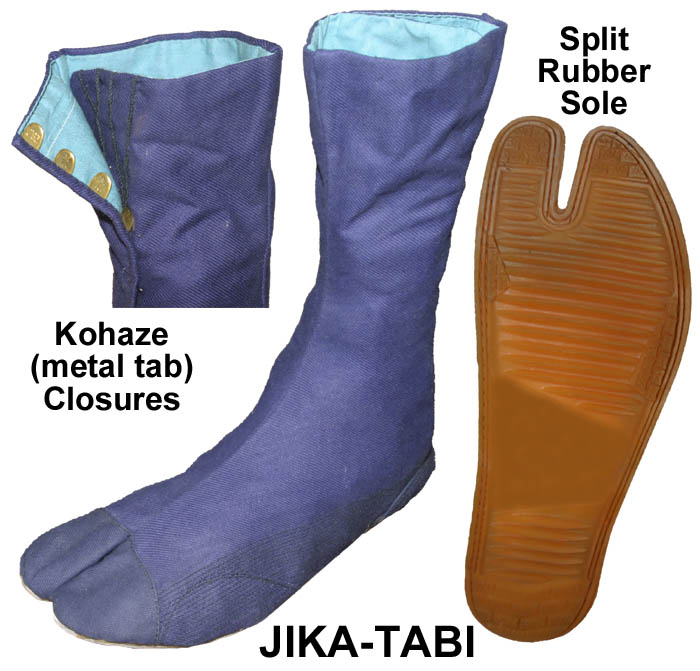
地下足袋の一例。足首からふくらはぎまでを覆う部分は金属製の小鉤（こはぜ）で留めるようになっている

地下足袋（じかたび）は、足の裏にゴム底がつき、足の指が親指と残りの二股に分かれている作業労働用の足袋で、足の爪先に力が入りやすいのが特徴である。履物を履かずに「直に」土の上を歩くための「足袋」の意味をもつ。「地下」は当て字である。

## 用途
軽くて柔軟、同時に接地性に優れる特徴から、足場の悪い条件で作業をする場合に適しており、農林業に従事する人々や、大工、左官、鳶職など、建設作業に携わる職人などに用いられている。登山靴・長靴に比べて足の保護性能で劣るものの、携行が容易で、渓流などの滑りやすい場所でも足場を固めやすい（ただしソールの素材や形状によっては水濡れの岩場等で大変に滑りやすい場合あり）ことから、登山での沢登りや川釣りで履き替え用として用いられることもある。
また祭りなどで神輿を担ぐ人たちが履く祭足袋も地下足袋の一種。

## 特徴
足の指が親指と残りの二股に分かれている作業労働用の足袋であるが、作業用として江戸時代から用いられていた革製の「足袋」（革足袋）がそのまま進化したものと考えられる。親指が独立しているため、地面を掴んで歩くような器用な動作が可能になる。
踵上で、太い掛け糸に金属製の小鉤（現代ではカナ表記での「こはぜ」「コハゼ」が一般的）を掛けて着用する点は足袋と同じである。用途により足首上までの短いもの（5枚・7枚こはぜ）と、脛全体を膝下近くまで覆う丈の長いもの（10・12・15枚こはぜ）があり、小鉤の枚数が丈の長さの目安となる。足のサイズ自体は、古くは一般の足袋同様に文数が使われていたが、現代日本ではcm単位表示に移行している。
ゴム底の取り付けには、糸による縫付式と、接着剤を用いた貼付式があるが、現代では縫付式でも接着剤を併用している。一般には軽くて薄く柔軟性があり、価格も安い貼付式が主流になっているが、クッション性や耐久性を求められる用途向けに縫付式にも需要がある。
足の保護という面では本格的な靴に比して不利ではあるが、軽量で柔軟なため活動性に優れること、布製で比較的蒸れにくく、丸洗いも容易なこと、廉価で入手しやすいことなどの特徴から、日本では屋外労働者の履物として21世紀初頭でも広く用いられている。

## 歴史
日本において屋外で足を保護して歩行する場合、近世には通常の足袋に草鞋履きとするか、革足袋ないしその代用と言える厚手の木綿刺し子生地を用いた刺子足袋が用いられていた。
明治時代に入ると新たな素材としてゴムが日本に移入され、明治時代後期からこれを足袋の底に縫い付けることで屋外での使用に適合させた、現代に連なる地下足袋が出現し始めた。縫い付け式は現在でも一部製品で用いられており、厚手にしてクッション性も得られることから祭足袋にも多用されるが、工程が増え、コストが高い欠点がある。
現在主流の形の地下足袋、即ち、貼付式ゴム底足袋は、足袋製造業者である石橋徳次郎の発明（1923年10月 実用新案登録番号第80594号）によるものであり、また、ゴム底が滑らない波形にしたのも徳次郎の発想である。なお、このゴム底の形態は意匠登録されている。徳次郎の開発した地下足袋は、1922（大正11）年に福岡県久留米市に本拠を置く徳次郎の会社「日本足袋」及びその子会社「アサヒ地下足袋」において発売開始された。特に、近隣にあった三池炭坑において炭坑夫に人気を博したことなどから、全国的に普及した。また、1920年からアメリカ製キャンバスシューズに着想を得て研究を重ねていた「ムーンスター」も1923年に製造・販売を開始した。
「日本足袋」はゴム底靴製造販売にも進出し、後にアサヒシューズとなる。また、徳次郎の弟であり、日本足袋の実質的な経営者であった石橋正二郎が、ゴム製造のノウハウをタイヤ製造に活かして創業、拡大させた会社がブリヂストンである。「つちやたび」は「日華ゴム」「月星化成」などの社名変更を経て現在はムーンスターである。
地下足袋は戦前の日本軍によっても多用された。革製の軍靴に比べると足の保護の点では不利だが、低コストで足にフィットする、洋装や革靴履きに慣れていない当時の一般的な日本人にもなじみやすい、足音が立ちにくい、水に濡れても劣化しにくいといったメリットがあった。もっとも太平洋戦争で前線の連合国軍側は、日本兵の履く地下足袋独特の足跡を見て、日本軍の撤退や斥候の往来を見分けたともいう。
太平洋戦域の米軍は日本軍の地下足袋を参考にして靴底がゴムの布製ブーツのジャングルブーツを開発して使用するようになった。
現在日本国内販売は、そのシェアの6～7割を占める株式会社力王（1948年設立　本社東京都）と約3割を占める株式会社丸五（1919年創業　本社岡山県倉敷市）による二大主力メーカーとする寡占市場である。生産は、そのほとんどを中国などの海外生産に頼っている。ムーンスターも製造・販売を継続しているがアサヒシューズでは終売している。
現在ではつま先保護用、または踏み抜き防止用にスチールプレートが入った「安全地下足袋」、山中など滑りやすい地面で歩きやすいよう作られた「スパイク地下足袋」、かかと部にエアークッションを備えて足腰の負担を軽減する「エアージョグ」なども商品化されている。
北朝鮮ではズック靴・スニーカーが地下足袋（チハヂョク）と呼ばれている。
屋内の床上では（床や畳に保護が施された作業工事現場などを除いて）他の履物同様に上がり口で脱ぐべきものであるが、落語家の柳家金語楼は反骨的な行動が目立った青年時代、「安くて丈夫だから」と称して、地下足袋を履いて高座に上がった武勇伝がある。